# San José Cacahuatepec
San José Cacahuatepec är en ort i Mexiko.   Den ligger i kommunen Acapulco de Juárez och delstaten Guerrero, i den södra delen av landet, 280 km söder om huvudstaden Mexico City. San José Cacahuatepec ligger 139 meter över havet och antalet invånare är 184.
Terrängen runt San José Cacahuatepec är kuperad österut, men västerut är den platt. Runt San José Cacahuatepec är det tätbefolkat, med 397 invånare per kvadratkilometer. Närmaste större samhälle är San Isidro Gallinero, 6,2 km sydväst om San José Cacahuatepec. I omgivningarna runt San José Cacahuatepec växer i huvudsak lövfällande lövskog.